# Jericho (Newman)
Pour les articles homonymes, voir Jéricho (homonymie).
Jericho est un tableau peint par Barnett Newman en 1968-1969. Cette peinture acrylique sur toile présente la forme d'un triangle isocèle noir parcouru par une ligne rouge verticale. Elle est conservée au musée national d'Art moderne, à Paris.